# Shin Kidō Senshi Gundam W: Endless Duel
Shin Kidō Senshi Gundam W: Endless Duel est un jeu vidéo de combat développé et édité par Bandai en 1996 sur Super Nintendo. C'est une adaptation en jeu vidéo de la série basée sur l'anime Mobile Suit Gundam et notamment l'anime Gundam Wing,.